# Majalaya
Majalaya est une ville indonésienne appartenant au kabupaten de Bandung et située dans la partie occidentale de l’île de Java. Elle compte plus de 253 000 habitants.